# グレンリベット蒸留所
グレンリベット蒸留所（グレンリベットじょうりゅうしょ、英: The Glenlivet distillery）は、スコットランドのウイスキー蒸留所。マレーに位置し、シングルモルトを生産している。グレンリベット行政区で最古の政府公認蒸留所であり、蒸留所と同じ名前のザ・グレンリベット (The Glenlivet) を、自社で生産するスコッチ・ウイスキーのブランド名としている。「すべてのシングルモルトはここから始まった」といううたい文句でも知られている。蒸留所の創立は1824年のことで、以来ほぼ切れ目なく操業が続けられて来た。世界恐慌のさなかにも操業が続けられていたが、唯一第二次世界大戦のときだけ操業を停止したことがある。第二次世界大戦後にグレンリベット蒸留所は、世界各国の需要に応える世界最大のシングルモルト蒸留所の一つとなっていった。2007年現在で、ザ・グレンリベットはアメリカでもっとも売れているシングルモルトであり、イギリス本国では7%のシェアで4位となっている。2014年まで世界中で2番目、2015年よりグレンフィディックを抜き世界中で1番に売れているシングルモルトであり、年間およそ6百万本が流通している。
2007年時点では、グレンリベット蒸留所はフランスのアルコール飲料会社ペルノ・リカールが所有しており、プルーフ換算で年間5,900,000リットル超のシングルモルトを生産している。年間生産量はボトル換算で600万本以上となり、この多くがシングルモルト「ザ・グレンリベット」として流通している他、ペルノ・リカール社が生産しているブレンド・ウイスキーの原酒として使用されている。

## 製造

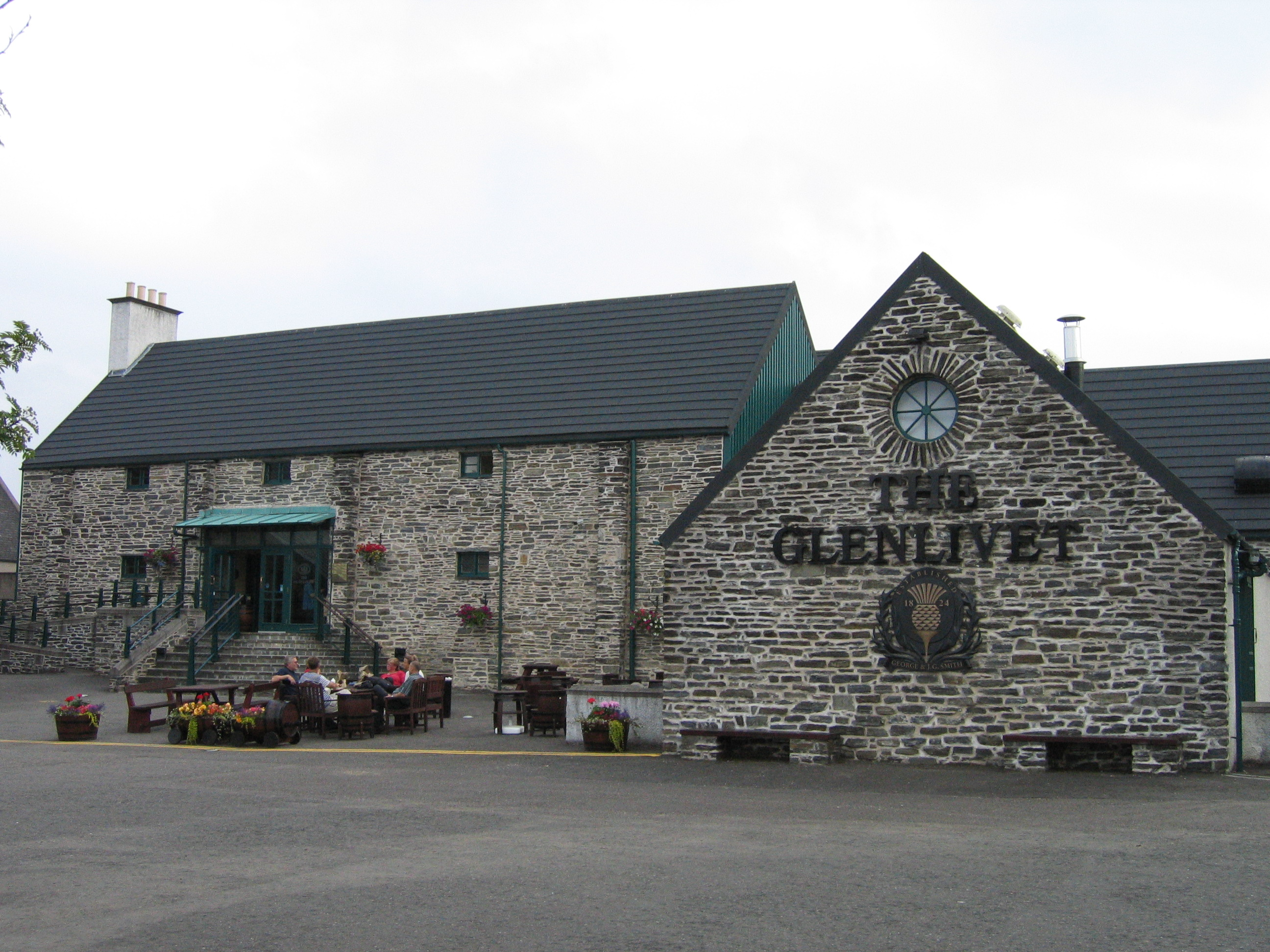

グレンリベット蒸留所は、スペイサイドの蒸留所に分類される。仕込み水に使用しているのは、蒸留所近辺に点在するジョシーズ・ウェルなどの泉を水源とする水である。大麦は、マレーのポートゴードン村にあるクリスプ・モルトハウスのものが使用されている。蒸留には、ランタンのような長く細い首を持つポット・スチル（単式蒸留器）が使用されており、この形状がザ・グレンリベットのすっきりとした味わいに一役買っている。グレンリベット蒸留所には、15,000リットル生産可能な4基のウォッシュ・スチル（初溜釜）と、10,000リットル生産可能な4基のスピリット・スチル（再溜釜）がある。
蒸留された原酒はオーク樽に詰められて熟成される。使用されるオーク樽の多くは、バーボン・ウイスキーの熟成に使用された古樽だが、一部の製品ではシェリー酒やポルト酒の古樽が使用されている。主力製品として販売されているモルトウイスキーは熟成年数による、12年、15年、16年、18年、21年、25年もので、そのほかにもセラー・コレクション (Cellar Collection) などの限定商品が存在している。その他にも旅行者向けのポケット瓶、免税店向けといった、通常の製品とは微妙に異なる製品も生産している。
グレンリベット蒸留所の主力商品は、様々な熟成年数のシングルモルト「ザ・グレンリベット」だが、ペルノ・リカール社が販売しているシーバス・リーガルやロイヤル・サリュートなどのブレンド・ウイスキーのモルト原酒としても使用されている。ザ・グレンリベットのボトリング（瓶詰）は、エディンバラ郊外のニューブリッジにあるシーバス・ブラザーズ・ボトリング工場が担当している。
2008年にグレンリベット蒸留所は、増大する需要に応えて規模を拡大することを発表した。このときには、マッシュタン（粉砕した麦芽を温水と混ぜて糖化する桶）、ポット・スチル、ウォッシュバック（発酵槽）などの設備の追加が告知されている。

## 歴史

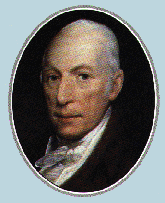
1823年の酒税法改正に関係したといわれている第4代ゴードン公爵アレクサンダー。

中世のスペイサイド地方には密造酒業者が多かったが、1823年に酒税法が改正されるとその数は減少していった。新たな酒税法のもとで、政府が許可証を発行する公認の蒸留所が制定されることになった。第4代ゴードン公爵アレクサンダー (en:Alexander Gordon, 4th Duke of Gordon) は、この酒税法の改正に尽力した人物だとされている。アレクサンダーが酒税法改正に関係したという公式記録は残っていないが、アレクサンダーの借地人だったジョージ・スミスが経営する密造酒蒸留所が、グレンリベット渓谷で最初の政府公認蒸留所に指定されたという記録がある。この酒税法改正は評判が悪く、当時の密造酒業者のほとんどが新たな酒税法の撤回を望んでいた。そのため、この酒税法を受け入れて政府公認蒸留所に指定される業者は、他業者から恨まれて攻撃の的となった。最初の政府公認を受けたスミスに対する反感が高まり始めたため、アレクサンダーの息子のジョージ・ゴードンがスミスと蒸留所の安全のために2丁の拳銃を貸与している。ジョージ・スミスとその末子ジョン・ゴードン・スミスがアッパー・ドラマンにグレンリベット蒸留所を創立したのは1824年のことだった。
ジョージ・スミスは1849年に、2番目の蒸留所であるケアンゴーム＝デルナボ蒸留所を創立した。しかしながら1855年あるいは1856年ごろには、両蒸留所の生産能力が限界を超え、増大する需要に応えられなくなってしまった。離れた二か所での操業は困難であり、さらには経費もかかることから、両蒸留所を統合したさらに大きな蒸留所をミンモアの丘陵部に新設する計画が立てられた。新たな蒸留所が建設中の1858年に、アッパー・ドラマンの蒸留所が火事で焼失しまっている。このためミンモアの新たな蒸留所の建設が急がれ、焼失したアッパー・ドラマンの蒸留所から使用可能な設備がミンモアに移設されている。同時にケアンゴーム＝デルナボ蒸留所も閉鎖され、設備がミンモアに移された。1859年からミンモアで操業が開始され、「George & J.G. Smith, Ltd.」が正式に設立された。
1871年にジョージ・スミスが死去すると、息子のジョン・ゴードン・スミスが蒸留所を受け継いだ。グレンリベット蒸留所で生産されるシングルモルトの品質は極めて高く、その評判にあやかろうとして自分たちの商品に「グレンリベット」と名付ける同地域の蒸留所が続出しており、ジョージ・スミスの死の直前にも同様の例が相次いでいた。打開策としてジョン・ゴードン・スミスは法的手段に訴えることを決め、「グレンリベット」という名前の所有権は自社にあると主張した。この主張は一部認められることとなり、同地域の他の蒸留所のウイスキーに「グレンリベット」と称することを認めない判決が下った。ジョージ・ゴードン・スミスとブレンダーのアンドリュー・アッシャーにのみ「グレンリベット」の使用権が認められたのである。しかしながら、他の蒸留所にもハイフン付きで「グレンリベット」を名前として使用することが許可された。グレンリベット蒸留所の近くにある「グレン・マレー＝グレンリベット蒸留所 (The Glen Moray-Glenlivet Distillery)」もこのような経緯で命名された蒸留所の一つである。
グレンリベット蒸留所は、多くの蒸留所に悪影響を及ぼした世界恐慌の最中でも操業を停止することはなかったが、第二次世界大戦では政令によって初めての操業停止を余儀なくされた。第二次世界大戦直後のイギリスは莫大な負債を抱えており、大規模な輸出による外貨収入、とくにアメリカドルを必要としていた。このような諸外国への輸出品としてウイスキーを始めとする蒸留酒はまさに理想的な商品だった。大麦、燃料、労働者の不足は続いていたが、蒸留酒の急激な増産が開始され、各蒸留所が生産する蒸留酒量は1947年までに大戦前のレベルへ復活している。イギリスではパンの配給制が1948年まで続けられていたが、これは蒸留酒の生産量を確保するために穀物が蒸留所に供給されていたためだった。
1953年にジョージ & J・G・スミス蒸留所（George & J.G. Smith, Ltd.）とJ & J・グラント・グレン・グラント蒸留所 (J. & J. Grant Glen Grant, Ltd.) が合併し、グレンリベット&グレン・グラント蒸留所 (The Glenlivet and Glen Grant Distillers, Ltd.) となった。1970年にはヒル・トムソン蒸留所とロングモーン＝グレンリベット蒸留所を合併し、1972年には社名をグレンリベット蒸留所 (Glenlivet Distillers Ltd) に改名した 。
1977年に、カナダの酒造・メディア企業だったシーグラムがグレンリベット蒸留所を買収した。2000年になってシーグラムの酒造部門をフランスのペルノ・リカールとイギリスのディアジオが買収し、グレンリベット蒸留所の所有権がペルノ・リカールへと渡っている。その後2005年に、グレン・グラント蒸留所がイタリアのダヴィデ・カンパリに売却された。2010年にマッシュタン、8基のウォッシュバック、6基のポット・スチルの増設が完了し、6月10日にイギリス皇太子出席のもとで稼働が開始された。これらの設備の追加によって、75%の増産が可能になったとされている。

## 製品
- クラシック・レンジ[19]
  - ザ・グレンリベット 12年

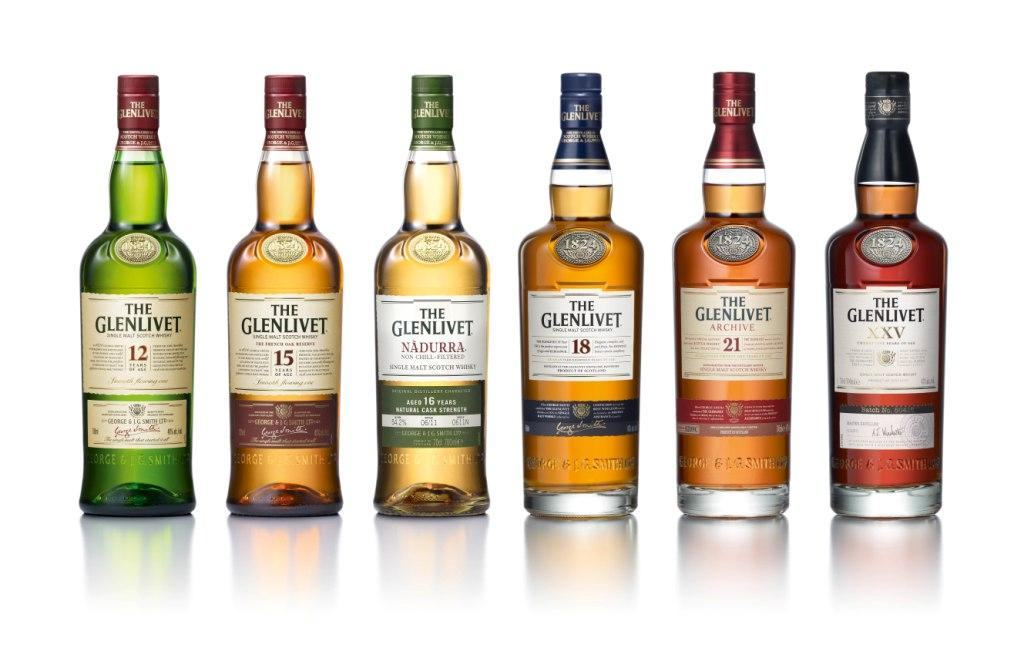
左から、ザ・グレンリベット 12年、15年、16年 ナデューラ、18年、21年、25年。

  - ザ・グレンリベット ファウンダーズ・リザーヴ
  - ザ・グレンリベット 15年 フレンチ・オーク・リザーヴ
  - ザ・グレンリベット 18年
  - ザ・グレンリベット 21年 アーカイヴ
  - ザ・グレンリベット 25年
- リミテッド・エディション[20]
  - ザ・グレンリベット ガーディアンズ・チャプター（2014年9月発売、限定1,000本）
- セラー・コレクション[21]
  - ザ・グレンリベット 1964
  - ザ・グレンリベット 1972
  - ザ・グレンリベット 1973
  - ザ・グレンリベット 1969
- ナデューラ[22]
  - ザ・グレンリベット ナデューラ・オロロソ
  - ザ・グレンリベット ナデューラ・ファースト・フィル・セクション
- ウィンチェスター・コレクション[23]
  - ザ・グレンリベット 50年 ウィンチェスター・コレクション
- トラヴェル・エクスクルーシヴ[24]
  - ザ・グレンリベット マスター・ディスティラリーズ・リザーヴ
  - ザ・グレンリベット マスター・ディスティラリーズ・リザーヴ・ソレラ・ヴァテッド
  - ザ・グレンリベット マスター・ディスティラリーズ・リザーヴ・スモール・バッチ

その他、インディペンデント・ボトラーズの物では、ゴードン&マクファイルの「蒸溜所ボトルシリーズ」である、通称「スミス・グレンリベット」が知られている。

## 評価
グレンリベット蒸留所のシングルモルトは、国際的な酒類コンペティションで高く評価されている。特にザ・グレンリベット 18年は、サンフランシスコ・ワールド・スピリッツ・コンペティション (en:San Francisco World Spirits Competition) で2005年から2012年にかけて、毎年5個のダブルゴールドメダルを獲得しており、ビヴァレージ・テイスティング・インスティテュート・アンド・エンスージアストでもほぼ満点に近い評価を得ている。ザ・グレンリベット 18年 ナデューラも、2010年に同じくサンフランシスコ・ワールド・スピリッツ・コンペティションでダブルゴールドメダルを獲得しビヴァレージ・テイスティング・インスティテュート・アンド・エンスージアストでも、100点満点中94点という得点をあげている。これらの他にサンフランシスコ・ワールド・スピリッツ・コンペティションでは以下のメダルを獲得している。
- ザ・グレンリベット 12年 - ゴールドメダルと5個のシルバーメダル（2005年から2010年）
- ザ・グレンリベット 15年 フレンチ・オーク・リザーヴ - ゴールドメダル（2009年）
- ザ・グレンリベット 16年 ナデューラ - シルバーメダル（2009年）
- ザ・グレンリベット 21年 - 2個のダブルゴールドメダル、ゴールドメダル、シルバーメダル（2007年から2010年）
  - ビヴァレージ・テイスティング・インスティテュート・アンド・エンスージアストで94点（2009年）、93点（2010年）
- ザ・グレンリベット 25年 - シルバーメダル（2009年）
  - ビヴァレージ・テイスティング・インスティテュート・アンド・エンスージアストで95点（2010年）[27]